# Miami Dolphins 2025
La stagione 2025 dei Miami Dolphins sarà la 60ª della franchigia, la 56ª nella National Football League e la quarta con Mike McDaniel come capo-allenatore.

## Scelte nel Draft 2025
| Scelte dei Dolphins nel Draft 2024 |        |                                     |                                     |                                     |              |
| Giro                               | Scelta | Giocatore                           | Ruolo                               | College                             | Note         |
| 1                                  | 13     | Kenneth Grant                       | DT                                  | Michigan                            |              |
| 2                                  | 37     | Jonah Savaiinaea                    | OT                                  | Arizona                             | da Las Vegas |
| 2                                  | 48     | Scambiata con i Las Vegas Raiders   | Scambiata con i Las Vegas Raiders   | Scambiata con i Las Vegas Raiders   |              |
| 3                                  | 79     | Scambiata con i Philadelphia Eagles | Scambiata con i Philadelphia Eagles | Scambiata con i Philadelphia Eagles |              |
| 3                                  | 98     | Scambiata con i Las Vegas Raiders   | Scambiata con i Las Vegas Raiders   | Scambiata con i Las Vegas Raiders   |              |
| 4                                  | 116    | Scambiata con i Houston Texans      | Scambiata con i Houston Texans      | Scambiata con i Houston Texans      |              |
| 4                                  | 135    | Scambiata con i Las Vegas Raiders   | Scambiata con i Las Vegas Raiders   | Scambiata con i Las Vegas Raiders   |              |
| 5                                  | 143    | Jordan Phillips                     | DT                                  | Maryland                            | da Las Vegas |
| 5                                  | 150    | Jason Marshall Jr.                  | CB                                  | Florida                             |              |
| 5                                  | 155    | Dante Trader Jr.                    | S                                   | Maryland                            | da Denver    |
| 6                                  | 179    | Ollie Gordon                        | RB                                  | Oklahoma State                      | da Houston   |
| 6                                  | 192    | Scambiata con i Chicago Bears       | Scambiata con i Chicago Bears       | Scambiata con i Chicago Bears       |              |
| 7                                  | 224    | Scambiata con i Houston Texans      | Scambiata con i Houston Texans      | Scambiata con i Houston Texans      | da Chicago   |
| 7                                  | 231    | Quinn Ewers                         | QB                                  | Texas                               |              |
| 7                                  | 253    | Zeek Biggers                        | DT                                  | Georgia Tech                        |              |

## Staff
| Staff dei Miami Dolphins |
| --- |
| Organi dirigenziali - Chairman/Managing General Partner – Stephen Ross - Vice chairman/partner – Bruce Beal - Vice chairman – Jorge Pérez - Vice chairman – Matt Higgins - Vice chairman, presidente e CEO – Tom Garfinkel - General manager – Chris Grier - Assistente general manager – Marvin Allen - Vice presidente, amministrazione del football – Brandon Shore - Vice presidente senior, chief financial officer – Chris Clements - Dirigente del personale senior – Reggie McKenzie - Co-direttore, personale dei giocatori – Adam Engroff - Co-direttore, personale dei giocatori – Anthony Hunt - Direttore degli osservatori del college – Matt Winston - Osservatore senior – Jim Abrams - Consulente speciale del vice chairman, presidente e CEO – Dan Marino Capo allenatore - Capo-allenatore – Mike McDaniel - Capo-allenatore associato/running back – Eric Studesville - Capo-allenatore associato/tight end – Jon Embree Altri allenatori - Preparatore atletico – Dave Puloka - Assistente p.a. – Adam Lachance Allenatori dell'attacco - Coordinatore offensivo – Frank Smith - Quarterback/coordinatore gioco sui passaggi – Darrell Bevell - Assistente quarterback – Chandler Henley - Wide receiver – Wes Welker - Offensive line – Butch Barry - Assistente offensive line – Lemuel Jeanpierre - Assistente attacco – Ricardo Allen - Assistente attacco – Mike Judge - Assistente attacco – Max McCaffrey - Assistente attacco – Kolby Smith - Controllo qualità – Josh Grizzard Allenatori della difesa - Coordinatore difensivo – Vacante - Defensive line – Austin Clark - Assistente defensive line – Kenny Baker - Linebacker – Anthony Campanile - Outside linebacker – Ryan Slowik - Coordinatore gioco sui passaggi/linea secondaria – Renaldo Hill - Cornerback/specialista gioco sui passaggi – Sam Madison - Safety – Joe Kasper - Assistente defensive back – Mathieu Araujo - Assistente – Wade Harman - Assistente difesa – Steve Donatell Allenatori dello special team - Coordinatore Special Team – Danny Crossman - Assistente special teams – Brendan Farrell |

## Roster
| Roster dei Miami Dolphins |
| --- |
| Quarterback - 14 Quinn Ewers - 16 Brett Gabbert - 1 Tua Tagovailoa - 0 Zach Wilson Running Back - 28 De'Von Achane - 31 Ollie Gordon II - 30 Alec Ingold FB - 8 Alexander Mattison - 5 Jaylen Wright Wide Receiver - 19 Andrew Armstrong - 48 Monaray Baldwin - 86 Tarik Black - 82 D'Wayne Eskridge - 84 Erik Ezukanma - 88 A.J. Henning - 10 Tyreek Hill - 17 Jaylen Waddle - 7 Tahj Washington - 6 Malik Washington - 81 Theo Wease Jr. - 18 Nick Westbrook-Ikhine Tight End - 85 Pharaoh Brown - 80 Tanner Conner - 47 Jalin Conyers - 89 Julian Hill - 87 Hayden Rucci Offensive Linemen - 79 Larry Borom LT - 55 Aaron Brewer C - 64 Daniel Brunskill C - 76 Jackson Carman RT - 66 Braeden Daniels RT - 78 James Daniels G - 77 Ryan Hayes RT - 73 Austin Jackson RT - 70 Bayron Matos RT - -- Jalen McKenzie LT - 60 Andrew Meyer C - 52 Patrick Paul LT - 68 Josh Priebe G - 72 Jonah Savaiinaea G - 71 Kion Smith LT - 65 Addison West C Defensive Linemen - 93 Zeek Biggers DT - 91 Matthew Butler DT - 98 Matt Dickerson DE - 90 Kenneth Grant DT - 96 Alex Huntley DT - 95 Benito Jones DT - 94 Jordan Phillips DT - 92 Zach Sieler DT - 97 Ben Stille DE Linebacker - 51 Eugene Asante ILB - 56 Quinton Bell OLB - 3 K.J. Britt ILB - 20 Jordyn Brooks ILB - 2 Bradley Chubb OLB - 11 Tyrel Dodson ILB - 40 Willie Gay ILB - 53 Cameron Goode OLB - 57 Dequan Jackson ILB - 50 Mohamed Kamara OLB - 59 Derrick McLendon OLB - 42 Grayson Murphy OLB - 15 Jaelan Phillips OLB - 44 Chop Robinson OLB - 41 Channing Tindall ILB Defensive Back - 45 B.J. Adams CB - 26 Cornell Armstrong CB - 27 Ethan Bonner CB - 22 Elijah Campbell FS - 34 Jordan Colbert SS - 21 Ashtyn Davis SS - 36 Storm Duck CB - 29 Minkah Fitzpatrick FS - 38 Mike Hilton CB - 37 Isaiah Johnson CB - 23 Jack Jones CB - 33 Jason Marshall Jr. CB - 32 Patrick McMorris SS - 46 Ethan Robinson CB - 35 John Saunders Jr. SS - 14 Kendall Sheffield CB - 24 Cam Smith CB - 25 Dante Trader Jr. S Special Team - 16 Jake Bailey P - 67 Joe Cardona LS - 7 Jason Sanders K - 49 Ryan Stonehouse P Lista delle riserve - 23 Artie Burns CB (IR) - 74 Liam Eichenberg G (PUP) - 62 Obinna Eze LT (IR) - 4 Kader Kohou CB (IR) - 43 Jason Maitre CB (IR) - 9 Ifeatu Melifonwu FS (NF-Inj.) - 83 Darren Waller TE (PUP) Roster aggiornato al 2 agosto 2025 87 attivi, 3 inattivi |
| Legenda - I rookie sono in corsivo. - Il primo ruolo è il principale mentre gli eventuali successivi indicano i ruoli secondari. - (IR) sta per Injured Reserve ed indica la lista ristretta per un solo giocatore infortunato che può tornare ad allenarsi dopo la settimana 6 e a rientrare in prima squadra dopo che questa ha giocato 8 partite. - (NF-Inj.) / (NF-Ill.) stanno rispettivamente per Non-Football Injured e Non-Football Illness ed indicano le liste dove viene inserito un giocatore che ha un infortunio o una malattia non dipendente dal football americano. - (PUP) sta per Physically Unable to Perform ed indica la lista dove viene inserito un giocatore mentre è in attesa di recuperare la condizione fisica. Nella stagione regolare dopo la sesta partita giocata dalla propria squadra, il giocatore ha tempo tre settimane per riprendere ad allenarsi, più tre settimane aggiuntive dal suo rientro agli allenamenti per rientrare in prima squadra. |

## Precampionato
Il 14 maggio 2025 furono annunciate le gare del precampionato.
| Precampionato |           |           |                      |           |        |                   |                 |         |
| Settimana     | Data      | Ora (ET)  | Avversario           | Risultato | Record | Stadio            | TV              | Sintesi |
| 1             | 10 agosto | 1:00 p.m. | @ Chicago Bears      | P 24-24   | 0-0-1  | Soldier Field     | CBS Miami (CBS) | Sintesi |
| 2             | 16 agosto | 1:00 p.m. | @ Detroit Lions      | V 24-17   | 1-0-1  | Ford Field        | CBS Miami (CBS) | Sintesi |
| 3             | 23 agosto | 7:00 p.m. | Jacksonville Jaguars | -         | -      | Hard Rock Stadium | CBS Miami (CBS) | -       |

## Stagione regolare

### Calendario
Il calendario della stagione regolare fu reso noto il 14 maggio 2025.
| Stagione regolare |                    |                    |                           |                    |                    |                          |                    |                    |
| Settimana         | Data               | Ora (ET)           | Avversario                | Risultato          | Record             | Stadio                   | TV                 | Sintesi            |
| 1                 | 7 settembre        | 1:00 p.m.          | @ Indianapolis Colts      | -                  | -                  | Lucas Oil Stadium        | CBS                | -                  |
| 2                 | 14 settembre       | 1:00 p.m.          | New England Patriots      | -                  | -                  | Hard Rock Stadium        | CBS                | -                  |
| 3                 | 18 settembre       | 8:15 p.m.          | @ Buffalo Bills (T)       | -                  | -                  | Highmark Stadium         | Prime Video        | -                  |
| 4                 | 29 settembre       | 7:15 p.m.          | New York Jets (M)         | -                  | -                  | Hard Rock Stadium        | ESPN               | -                  |
| 5                 | 5 ottobre          | 1:00 p.m.          | @ Carolina Panthers       | -                  | -                  | Bank of America Stadium  | Fox                | -                  |
| 6                 | 12 ottobre         | 1:00 p.m.          | Los Angeles Chargers      | -                  | -                  | Hard Rock Stadium        | CBS                | -                  |
| 7                 | 19 ottobre         | 1:00 p.m.          | @ Cleveland Browns        | -                  | -                  | Huntington Bank Field    | CBS                | -                  |
| 8                 | 26 ottobre         | 1:00 p.m.          | @ Atlanta Falcons         | -                  | -                  | Mercedes-Benz Stadium    | CBS                | -                  |
| 9                 | 30 ottobre         | 8:15 p.m.          | Baltimore Ravens (T)      | -                  | -                  | Hard Rock Stadium        | Prime Video        | -                  |
| 10                | 9 novembre         | 1:00 p.m.          | Buffalo Bills             | -                  | -                  | Hard Rock Stadium        | CBS                | -                  |
| 11                | 16 novembre        | 9:30 a.m.          | Washington Commanders (I) | -                  | -                  | Stadio Bernabeu (Madrid) | NFL Network        | -                  |
| 12                | Settimana di pausa | Settimana di pausa | Settimana di pausa        | Settimana di pausa | Settimana di pausa | Settimana di pausa       | Settimana di pausa | Settimana di pausa |
| 13                | 30 novembre        | 1:00 p.m.          | New Orleans Saints        | -                  | -                  | Hard Rock Stadium        | Fox                | -                  |
| 14                | 7 dicembre         | 1:00 p.m.          | @ New York Jets           | -                  | -                  | MetLife Stadium          | CBS                | -                  |
| 15                | 15 dicembre        | 8:15 p.m.          | @ Pittsburgh Steelers (M) | -                  | -                  | Acrisure Stadium         | ESPN/ABC           | -                  |
| 16                | 21 dicembre        | 8:20 p.m.          | Cincinnati Bengals (S)    | -                  | -                  | Hard Rock Stadium        | NBC                | -                  |
| 17                | 28 dicembre        | 1:00 p.m.          | Tampa Bay Buccaneers      | -                  | -                  | Hard Rock Stadium        | Fox                | -                  |
| 18                | 3/4 gennaio        | Da def.            | @ New England Patriots    | -                  | -                  | Gillette Stadium         | Da def.            | -                  |

Note:
- Gli avversari della propria division sono in grassetto.
- Il simbolo "@" indica una partita giocata in trasferta.
- (M) indica il Monday Night Football, (T) il Thursday Night Football, (S) il Sunday Night Football e (I) una partita delle NFL International Series.
- Dall'undicesimo al diciassettesimo turno si adotta una programmazione flessibile: le partite del Sunday Night Football, del Monday Night Football e del Thursday Night Football sono programmate in via provvisoria e sono eventualmente soggette a modifiche.
- Data e orario della gara del diciottesimo turno saranno stabilite dopo lo svolgimento del diciassettesimo turno.